# 20 septembre dans les chemins de fer
20 août 20 octobre
Chronologies thématiques
- Croisades
- Sports
- Disney

Cette page concerne les événements qui se sont déroulés un 20 septembre dans les chemins de fer.

## Événements

### XIXesiècle
- 1845.  France :   ordonnance du Roi portant autorisation de la Compagnie du chemin de fer du Nord.

### XXesiècle
- 1976. Belgique : mise en service de la ligne n° 1 du métro de Bruxelles.
- 1999. France : première apparition du logo Transilien dans la gare d'Asnières-sur-Seine, nouveau nom choisi par la SNCF pour les services de  banlieue en Île-de-France

### XXIesiècle
- 2003. France : un incident sur la ligne du RER D à la gare de Villeneuve - Triage met en danger la sécurité de centaines de voyageurs sans faire de victimes. Descendus sur la voie de leur train en panne, les voyageurs ont été frolés par un train croiseur.

- 2015.  Éthiopie :   inauguration de la première ligne du métro léger d'Addis-Abeba[1].
- 2022. France : mise en service de la ligne B du métro de Rennes.